# Douglas Weiland
Pour les articles homonymes, voir Weiland.
Douglas Weiland, né en 1954 à Malvern dans le Worcestershire, est un compositeur moderne britannique. Ses compositions comprennent les trois commandes de Sir Neville Marriner : le Divertimento pour cordes 1992, le concerto pour clarinette 2002, le Triple concerto 2006 - et deux trios avec piano commandés par le trio Altenberg de Vienne en Autriche, plusieurs œuvres chorales et la série des pièces de musique de chambre produites par le Norfolk & Norwich Music Club en tant que leur compositeur en résidence.

## Biographie
Anciennement violoniste - Douglas joue à l'Academy of St Martin-in-the-Fields pendant sept ans (1978 – 1985) et cinq ans comme membre fondateur du quatuor à cordes australien (1985 – 1990) — il est compositeur à temps plein depuis 1990.
Weiland a composé de nombreuses œuvres pour musique de chambre, orchestre et chœur, pièces commandées pour et exécutées par des artistes dont Sir Neville Marriner et l'Academy of St Martin-in-the-Fields, le trio Altenberg, le Quatuor à cordes australien, Marie-Noëlle Kendall, Andrew Marriner, Kenneth Sillito, Steven Isserlis, Susan Milan (en) et le jeune quatuor Hamer.
Trois anciennes œuvres de musique de chambre (1985 – 1988) ont été commandées pour le Quatuor à cordes australien nouvellement formé de William Hennessy (en).
Weiland est compositeur en résidence pour le Norfolk and Norwich Music Club de 2003 à 2007.
Parmi ses récentes créations figurent trois motets à double-chœur et les 4e et 5e quatuors Op.50,51. En aout 2014 il achève un grand concerto pour flûte à l'attention de Susan Milan.

## Œuvre
- Quintette pour voix, op. 4 1985. Première : ABC radiodiffusion en direct de l'édition 1986 du Festival d'Adélaïde (en) ;
- Quatuor à cordes no 1, op. 5 1986 Australia Council (en) pour le quatuor à cordes australien (34 représentations[4], incl. Wigmore Hall et La Fenice) ;
- Quintette pour piano, op. 8 1988 Quatuor à cordes australien pour lui-même et Marie-Noëlle Kendall sur ABC Classics (en)/Polygram 1992[5].
- Divertimento pour cordes, op. 15 1991 Sir Neville Marriner et l'Academy of St. Martin in the Fields (Queen Elizabeth Hall)[6].
- Huge Griffons 1992 pour RVW Trust/New London Children's Choir/Ronald Corp (St James's/LSO St Luke's/BBC Radio 3)
- Motet ‘Holy Baptisme’,  op. 16 Choir of Trinity College, Cambridge (en) / Richard Marlow (en) (Trinity Chapel (en), janvier 1993);
- Premier Trio, op. 22 1995 Rudolf & Gloria Bretschneider, exécuté par le Trio Raphaël et le Trio Altenberg, (Brahms Saal series - Musikverein)
- Concerto pour clarinette, op. 30. Première mondiale : Melbourne Chamber Orchestra, Sir Neville Marriner, chef d'orchestre, Andrew Marriner clarinette, 19 novembre 2009 au nouveau Melbourne Recital Centre (en)[7].
- Concerto pour clarinette, op. 30 2001 Sir Neville Marriner et Julian Burnside (en) pour Andrew Marriner ;
- Concerto pour piano, op. 31. Pour Marie-Noëlle Kendall[8].
- Second Trio, op.32 Pavey Ark (en) 2002 Norfolk & Norwich Music Club pour le Trio Altenberg;
- Quintette pour clarinette, op. 33 2003 Norfolk & Norwich Music Club pour Andrew Marriner & l'ensemble de lAcademy of St. Martin in the Fields;
- Third Solo Cello Suite Isserlis Mikro-Suite, op. 37 2004 Norfolk & Norwich Music Club pour Steven Isserlis;
- Triple Concerto, op. 38 2006 Sir Neville Marriner et l'Academy of St. Martin in the Fields / trio Altenberg;
- Troisième Quatuor, op. 39 2005 Norfolk & Norwich Music Club. Quatuor Hamer, première mondiale à la ANAM (en) en 2007, première européenne en 2008;
- Verses From Scripture, op. 40. Commande pour In Voco Parentis, Trinity College Chapel, Cambridge (en), juin 2008.
- Benedictus, op. 36/2 Bexhill Choral Society/Kenneth Roberts, cond., 4 octobre 2008 St Augustine's Bexhill-on-Sea
- Goethe ‘Blumengruß’, op. 41 pour chœur, piano et orchestre (25 Jahr-Jubiläum der Max Böhm Gesellschaft, Vienne, 11 novembre 2008)
- Anthem Vere Dominus Est, op. 42 .Pour double chœur SATB a cappella (David Lowe/cathédrale de Norwich, comm. Christopher & Judith Lawrence 2008 pour le festival eucharistique de la cathédrale de Norwich, 10 mai 2009)[9].
- Quatuor à cordes no 4, op. 50 (septembre-décembre 2011)
- Quatuor à cordes no 5, op. 51 (avril-juillet 2012)